# Kászem Szolejmáni meggyilkolása
2020. január 3-án az Amerikai Egyesült Államok egyik dróntámadása a Bagdadi nemzetközi repülőtér mellett célba vette és megölte a Forradalmi Gárda vezérőrnagyát, Kászem Szolejmánit. Ő volt az Amerikai Egyesült Államok, Kanada, Szaúd-Arábia és Bahrein által terrorszervezetnek tekintett Kodsz Erők parancsnoka, Irán legbefolyásosabb tábornoka. További kilenc ember meghalt, köztük az USA valamint az Egyesült Arab Emirátusok által terroristaként nyilvántartott, az iraki Népi Mozgósítási Erők elnökhelyetteseként és a Csataib Hezbollah parancsnokaként tevékenykedő Abu Mahdi al-Muhandisz.
A támadásra a 2019-ben kezdődött Perzsa-öböli válság részeként került sor, mely akkor vette kezdetét, mikor az USA kivonta magát az Iránnal kötött nukleáris megállapodás alól, és szankciókat vezetett be az ország ellen, illetve azzal vádolta őket, hogy az amerikai erők elleni utálatot szítanak a térségben. 2019. december 27-én az iraki és amerikai személyzettel rendelkező iraki K–1 Légibázist megtámadták, és megöltek egy ottani amerikai szerződésest. Erre válaszul az USA légicsapásokat mért Irak és Szíria több pontja ellen, melyben az iráni támogatású Csataib Hezbollah 25 milicistáját megölték. Napokkal később síita milicisták a Zöld Zónában megtámadták az USA bagdadi nagykövetségét.
Az USA elhárító és ellentmondásos választ adott arra, miért ölték meg Szolejmánit. Először egy küszöbön álló támadás megelőzésére hivatkoztak, amiről később azt mondták, „Nem tudjuk, pontosan mikor, és nem tudjuk, pontosan hol tervezik.” Irán szerint ez „állami terrorizmus” volt. Irak szerint a támadás aláásta nemzeti szuverenitását, ellentétes az USA-val kötött megállapodásokkal, és agresszió a tisztviselőivel szemben. 2020. január 5-én az iraki parlament egy olyan, nem kötelező érvényű határozatot hozott, mely alapján minden külföldi hadsereget kitiltottak a területükről. A nemzetközi jog fényében így legalább megkérdőjelezhető a támadás legitimitása. Ezen kívül ellentétes lehet az USA belső jogával és az Irakkal kötött szerződéseken alapuló bilaterális jogviszonnyal is.
Szolejmáni megölése elmérgesítette az amúgysem felhőtlen viszonyt Irán és az USA között, és felerősítette egy esetleges katonai konfliktus veszélyét. Az iráni vezetők visszavágást ígértek, míg az USA belengette, hogy megelőző jelleggel megtámad Irakban minden olyan milicista szervezetet, melyet Irán támogat. 2020. január 5-én Irán megtette az ötödik, egyben utolsó lépést, hogy csökkentse elkötelezettségét a 2015-ös iráni nukleáris megállapodást illetően. A nemzetközi közösségben sokan aggodalommal fogadták, többen pedig olyan nyilatkozatokat és határozatokat hoztak, melyekben visszafogottságot és a diplomácia kihasználását sürgették. Öt nappal a légi támadás után rakétákkal támadták meg a USA Irakban állomásozó légi erejét. Az 1988-as imádkozó sáska hadművelet óta ez volt az első közvetlen összecsapás Irán és az Egyesült Államok között. Az iráni támadásnak nem volt amerikai áldozata Irakban. Mindkét ország vezetősége vonakodott, nehogy tovább eszkalálja a kialakult konfliktust.

## Előzmények

### Kivégzés politikai érdekekből
A Közel-Kelet modern történelmében több olyan történet is van, mikor megpróbáltak magas rangú katonai vagy kormányzati vezetőt megölni, vagy legalább számításban vették ennek a lehetőségét. Ezek közé tartoznak, mikor 1986-ban célba vették Moammer Kadhafi líbiai elnököt, 1991-ben, 1998-ban és 2003-ban Szaddám Husszein iraki vezetőt valamint a nem állami vezetőnek számító, terrorista szervezetet irányító Oszáma bin Láden, Anwar al-Awlaki és Abu Bakr al-Bagdadi elleni sikeres támadások. Az évszázadok alatt errefelé volt egy olyan szokás, mely tiltotta külföldi állami vezetők kivégzését, de ez a második világháború óta egyre inkább meggyengült. Tudományos viták tárgya lett, hogy mennyire hatékony terrorellenes eszköz a vezetőség megtámadása, főleg abból a szempontból, hogy ez mennyire hasznos a kezdeményező ország külpolitikai céljai szempontjából. mind a normák további eróziójának a kérdése, mind pedig ennek a megoldásnak a hatékonyságával foglalkozó megbeszélések előtérbe kerültek Szolejmáni meggyilkolásával kapcsolatban. Nehéz kiszámítani az ilyen gyilkosságok külpolitikai költségeit és hasznát, és az ilyen döntéseket megelőző gondolatok azzal a reménybeli, de nem mindig megvalósuló forgatókönyvvel számolnak, hogy a célba vett személy utódja kevésbé lesz a megrendelő ország ellensége, vagy esetleg még neki kedvező rendelkezéseket léptet életbe.

### Az USA és Irán iraki összetűzései 2014. óta
2014-ben az USA az Inherent Resolve hadművelet keretei között megszállta Irak egy részét, hogy visszaszorítsa az Iraki és Levantei Iszlám Államot, valamint az ISIL-ellenes koalíció részeként kiképzést biztosítson az iraki hadsereg számára. 2017-ben a hároméves csata után nagyrészt kiűzték az ISIL-t Irakból, melyben nagy szerepe volt a jelentős iráni támogatású, síita Népi Mozgósítási Erőknek, mely 2016. óta az iraki miniszterelnök irányítása és az amerikabarát Iraki Hadsereg alá tartozott.

### Politikai megfontolások
Az Iránnal kötött átmeneti nukleáris megállapodást többen amiatt kritizálták, hogy ennek lejárta után az ország képes lesz nukleáris fegyver előállítására. Trump elnök is kritizálta a megállapodást, mivel ezért az előző vezetőség 1,7 milliárd $-t fizetett készpénzben Teheránnak. 2018-ban tovább nőtt a két ország közti feszültség, mikor Trump egyoldalúan kihátrált a nukleáris megállapodás mögül, és szankciókat vezetett be Iránnal szemben. Ezek összességében nagy hatással voltak az ország gazdaságára. Az volt a kormány célja, hogy egy új iráni-amerikai megállapodást csikarjon ki a teheráni vezetésre gyakorolt nyomáűs segítségével.
Kanada, Szaúd-Arábia, Bahrein, és az USA Szolejmáni miatt terrorista szervezetnek tekintette a Kodsz Erőket, és szintén emiatt szankciókat léptetett életbe vele szemben az Egyesült Nemzetek Szervezete a Biztonsági Tanács 2007. március 24-i 1747. határozata alapján és 2011. október 21-től az Európai Unió. és miatta került fel az USA terroristákat megfigyelő listájára is.
Abu Mahdi al-Muhandiszt az USA 2009-ben nyilvánította terroristává. Az általa vezetett 25.000 fős milícia, a Csataib Hezbollah Japánban, az Egyesült Arab Emírségekben, és az USA-ban szerepel a terrorszervezetek listáján.

### Szolejmáni kivégzésének jelentősége
Ali Hámenei legfelsőbb vezető, ajatollah után Kászem Szolejmánit tekintették Irán második legbefolyásosabb vezetőjének, aki az utolsó években egy majdnem megtámadhatatlan heroikus státuszt ért el, legfőképpen a Teherán keményvonalas politikáját támogatók körében.
Az 1980. és 1988. között zajló Irak–iráni háború óta – mely során Irakot nem csak a Szaddám Huszein vezette Irak, hanem az őt támogató teljes világ szállt szembe Ruholláh Homeini ajatollah iszlám köztársaságával, és emlékezetes módon az USA fegyvereket és hírszerzési felszereléseket, embereket küldött Irakba, – Szolejmáni lett az iráni közel-keleti külpolitika megalkotója egészen Afganisztánig, és kulcsszerepet játszott Irán külügyi és biztonságpolitikájában. A szíriai polgárháború alatt kiemelkedően fontos támogatást nyújtott Bassár el-Aszad elnök rendszerének. 2008. elején még levelet is írt David Petraeus amerikai tábornoknak, az iraki többnemzetiségű erők akkori parancsnokának, melyben ez áll: „Petraeus tábornok! Tudnia kell, hogy én, Kászem Szolejmáni egy személyben vagyok felelős Iránnak az Irakkal, Libanonnal, Gázával és Afganisztánnal kapcsolatos politikájáért.”
Ezért mérgesedett el a viszony az USA és Irán között, mikor az USA megölte őt, és az amerikai vezetők nem szerették az iráni vezetést, és nem is bíztak meg benne, ahogy ezt a Amerika érdekeinek védelmében szankciók kivetéséről szóló 2017-es törvény és utána Trump Irán-politikája is mutatta. Irán vezetése pár nappal Szolejmáni meggyilkolását követően „megsemmisítő ellencsapást” ígért „ott és akkor, ahol és amikor az USA nem számít rá.”

### Kászem Szolejmáni elleni korábbi fenyegetések
George W. Bush és Barack Obama korábbi amerikai elnökök is tervbe vették Kásziem Szolejmáni megtámadását, de szerintük abból mindent magával rántó háború alakulna ki. Marc Polymeropoulos visszavonult CIA-tisztviselő azt nyilatkozta a The New York Times-nak, hogy az USA által megölt többi vezetővel ellentétben Szolejmáni nem félt nyílt színen szerepelni, és könnyen meg lehetett találni. Gyakran fényképezkedett, és nyíltan gúnyolódott az amerikai hadsereggel.
2015. szeptemberben Hugh Hewitt rádiós műsorvezető Donald Trumpot kérdezte Szolejmánival kapcsolatban. Miután kezdetben összekeverte egy kurd vezetővel, Trump azt mondta, a Szolejmánihoz hasonló vezetők nem élik túl az ő kormányzását.
2015-ben olyan hírek érkeztek, hogy Izrael „azon van”, hogy szíriai földön végezzen Szolejmánival. Azonban az USA-ban Obama kormánya tárgyalásban volt egy Közös Egységes Akciótervről, így ők ezt ellehetetlenítették azzal, hogy iráni tisztviselőknek beszámoltak a tervekről.
2019. augusztus 25-én Israel Katz izraeli külügyminiszter azt mondta: „Izrael azon van, hogy lefejezze az iráni kígyót, és gyökerestül tépje ki a fogát. … Irán a kígyó feje, Kászem Szolejmáni, a Forradalmi Gárda és a Kodsz Erők parancsnoka pedig a kígyó foga.” 2019. októberben Hossein Taeb az Iszlám Forradalmi Gárda Hírszerzési Szervezetének a vezetője elmondta a sajtónak, hogy ügynöksége letartóztatott ismeretlen számú embert, és így meghiúsítottak egy izraeliek és arabok által Szolejmáni ellen tervezett merényletet. Azt mondta, a tervek szerint „ingatlant akartak vásárolni Szolejmáni apjának síremléke közelében, amit aztán teleraktak volna robbanószerekkel, hogy így öljék meg a parancsnokot.” Hozzátette, hogy úgy akarták megszervezni a merényletet, hogy az az iráni belső hatalmi válság részének tűnjön, s így „vallási háborút indítottak volna Iránon belül.” Yossi Cohen, a Moszad, Izrael külügyi hírszerzési szolgálatának a vezetője egy válaszban ezt mondta: „Szolejmáni maga is tudja, hogy meggyilkolása nem lehetetlen.”
2020. január 2-án a The New York Times szerzője, Steven Simon ezt írta egy kommentárba: „Mi lenne, ha az iráni Forradalmi Gárda volt vezetője, Kászem Szolejmáni meglátogatná Bagdadot, és ismert lenne a címe? Nagy lenne a kísértés egy hiperszónikus rakéta bevetésére.”

## Előzmények
Kászem Szolejmáni tábornok destruktív iráni és külföldi hatására az amerikai vezetőség már évek óta tervezte, hogy milyen választ kellene adnia. Már 2006-ban, mikor az USA háborút kezdett Irakban, találkoztak az igen fejlett, halálos út menti bombákkal. Ilyen volt a tisztán iráni hatásra kifejlesztett EEP-k, Az USA hadseregének olyan megoldást kellett keresnie, mellyel mérsékelheti a veszélyeket. 2008. augusztusban az amerikai hadi tisztviselők megpróbáltak többet megtudni az iráni támogatású, Irakban tevékenykedő csoportokról. Az iraki állambiztonsági miniszteren keresztül olyan üzenetet kaptak Szolejmánitól, mely szerint „ő az egyetlen döntéshozó, arról hogy az iráni erők mit tesznek Irakban.”
Az NBC Newson leadott egyik riportban Eric Edelman, egy magas diplomáciai posztot betöltő karrierista külügyi szerint George Casey hadseregtábornok elgondolkodott azon, hogy a Kodsz Erőket és Szolejmánit ellenséges támadónak minősítse, és így katonai akciót lehetett volna ellenük indítani. Erről a tervről azonban letettek, mert attól tartottak, hogy új frontot nyitnának a háborúban. Edelman szerint „Sokan voltunk, akik szerint ki kell csinálni. A nap végére azonban másképp döntöttek,” mert tartottak egy szimultán konfliktustól, amit Iránnal vívnának.
2007. októberben George W. Bush kabinetje volt az első, amely az iraki konfliktusban egyre nagyobb szerepet játszó Forradalmi Gárdában való részvétele miatt terroristának tekintette. A PolitiFact egyik újságírójával készített interjú szerint a visszavonult Frank Sobchak ezredes szerint ekkortájt az USA speciális csapatai is tervezték az elfogását, de a vezetőktől nem kaptak erre engedélyt. Azt mondta: „Azok a magas beosztású vezetők, akikkel beszéltünk, azt mondták, hogy olyan alacsony támogatottság mellett, mint amit a háború 2007-ben élvezett, az amerikai adminisztráció érzékelte Szolejmáni szerepét a háborúban, de nem akarta veszélyeztetni a politikai tőkét, és annak az utóhatását, hogy tovább szélesítik a háború addigi spektrumát.”
Ezek után megnőtt a bizonytalanság, és annak az esélye, hogy Szolejmánit Obama kormánya terroristának fogja titulálni. Az első terroristának jelölés akkor történt, mikor 2011. májusban Szolejmáni segített a Szíriai Hírszerzési Igazgatóságnak brutálisan elfojtani a szíriai tüntetéseket. Az Obama kormányzat második, még komolyabb kísérlete 2011. októberben volt, mikor Szolejmáni felügyeletével a Forradalmi Gárda és a Kodsz Erők négy magas beosztású tagja, miközben az Amerikai Egyesült Államokban voltak, megpróbálták felrobbantani Szaúd-Arábia nagykövetét.
2019. októberben két iraki milicista parancsnok és két biztonsági forrás szerint – akik a Reutersnek nyilatkoztak – Kászem Szolejmáni tábornoknak Bagdadban volt megbeszélése, ahol az iraki síita milicistákkal a stratégia változásait beszélték át. Az új stratégia szerint egyre több rakétát lőnek ki Irakban az amerikai fegyveres erőkre, melyre a terveik szerint az amerikaiak antagonisztikusan válaszolnak, és így szétterülne a jelenleg Iránra nehezedő politikai nyomás. A találkozó előtt egyre nagyobb Irán-ellenes érzelmeket lehetett megfigyelni a helyi iraki lakosság körében, melynek a csúcsán hosszan tartó, hangos Irán-ellenes tüntetéseket szerveztek, ahol olyan jelei is megmutatkoztak Irán gyűlöletének, mint hogy a tüntetők Ali Hámenei ajatollah kifeszített képének verték a cipőiket. Irán, mivel féltette az Irakban nehezen felépített befolyását, minden ellenlépést megtett, hogy visszafogja a térvesztést. Ezek a Szolejmáni által irányított ellenlépések legalább 400 tüntető életébe kerültek, a becslések szerint 20.000 ember sérült meg miatta, de jelentős sikerrel nem jártak. Szolejmáni tervének következő része az volt, hogy támadásokat indítottak az amerikai katonák ellen. Azért a Csataib Hezbollahot választották, mert Szolejmáni szavaival élve „az amerikaiak nehezen veszik észre őket”, másrészt felhasználhatták az Irán által biztosított felderítő drónokat, hogy a rakétatámadásaik még precízebbek legyenek.
2019. december 27-én Irak Kirkuk kormányzóságában a K–1 Légibázison – az egyik olyan légibázison a sok közül, ahol az Opertion Reserve személyzete állomásozik – támadást indítottak, ahol több mint 30 rakétát lőttek ki, és megöltek egy iraki amerikait, valamint egy amerikai muzulmán szerződésest, ezen felül pedig megsebesítettek több amerikai és iraki biztonsági személyt is. Az USA az iráni hátterű Csataib Hezbollahot tette felelőssé a támadásért. Ezen felül egy névtelenséget kérő amerikai tisztviselő úgy nyilatkozott, hogy a december 27-i támadást megelőző két hónapban 11 alkalommal támadtak meg olyan iraki bázisokat, melyek az OIR csapatainak biztosítottak helyet. Ezek közül az USA is több támadást a Csataib Hezbollahnak tulajdonított. 2019. december 29-én az USA erre válaszul Irakban és Szíriában célba vette a Csataib Hezbollah öt lőszerraktárát és több parancsnoki központját. 25 milicista meghalt, 55 pedig megsebesült.
2019. december 31-én, miután megtartották a Csataib Hezbollah elhunyt milicistáinak a temetését, több tucat iraki síita milicista és támogatóik felvonultak a Zöld Zónában, és körbe vették az USA nagykövetségének épület együttesét. Több tucatnyian nyomultak át az ellenőrző ponton, tüzet gyújtottak a fogadó épületnél, a magasba emelték a Népi Mozgósítási Erők zászlaját, Amerika-ellenes posztereket hagytak hátra, és Amerika-ellenes graffitiket fújtak a falakra. Trump amerikai elnök azzal vádolta Iránt, hogy ők irányították a nagykövetség elleni támadást, és hozzátette, hogy „teljes egészében őket fogják felelősnek tekinteni”. Az iráni külügyminisztérium tagadta, hogy ők álltak volna a tüntetés mögött.

### A Pentagon értékelése
A Pentagon értékelése szerint Szolejmáni volt a vezetője az iraki amerikai katonai létesítmények, így a K–1 Légibázis elleni támadásnak is. Ezen felül ő állt amerikai polgárok megölése és egy amerikai légi jármű lelövése mögött is. A támadásról szóló döntés meghozatala előtt figyelembe vették a már megtörtént lépéseket, és számoltak az esetleges későbbi lépésekkel is. Ahogy a Pentagon bejelentette, „Aktívan terveket szőtt az USA diplomáciai intézményei és az ott dolgozók ellen Irakban és a régió más képviseletein is.”

### Trump megbeszélése
Egy névtelenséget kérő vezető amerikai tisztviselő szerint a Csataib Hezbollah bombázása után december végén biztonsági megbeszélést tartottak Trump elnök Mar-a-Lago-i birtokán, ahol részt vettek a tanácsadói, Mike Pompeo külügyminiszter, Mark Esper védelmi miniszter és az egyesített egységek vezetője, Mark Milley tábornok. A megbeszélés tárgya az volt, miképp válaszoljanak Irán állítólagos szerepére az USA iraki támaszpontjai elleni támadásokban. A jelentések szerint az USA személyzettel rendelkező helyszínek elleni támadás kitervelőjének tartott Kászem Szolejmáni tábornok megölése „a legextrémebb opcióként” jött szóba. Emellett több más lehetőség is szóba került, ezt pedig azért tartották bent, hogy a többi lehetőség jobbnak hasson. A Pentagon körében már régóta szokás volt, hogy mindig betesznek a lehetőségek közé egy extrémet, hogy jobb színben tűnjön fel a többi lehetőség. Trump a Szolejmáni megölését tartalmazó változatot választotta. Az elnök rendelete nyomán a CIA és más amerikai hírszerzési egységek, melyek nyomon követték Szolejmáni mozgását, kiderítették, hogy Damaszkuszból Bagdadba repül, hogy megbeszélést folytasson iraki milicistákkal. Ha Szolejmáni az amerikaiakkal szövetséges iraki kormányseregek vezetőivel találkozott volna, a légi csapást lefújták volna.
Trump nem szólt a támadásról előre a Gang of Eight csoport tagjainak. Lindsey Graham szenátor jelezte, hogy Trump vele egyeztetett előzetesen a támadásról, mikor meglátogatta őt a Mar-a-Lagóban lévő otthonában.

#### Trump motivációja
A The Washington Post 2020. január 4-i cikke szerint Trump meg akarta ölni Szolejmánithogy az éppen folyamatban lévő Perzsa-öböli válságban nehogy gyengének mutatkozzon, miután rossz sajtóvisszhangot kapott az irániak elleni légicsapás 2019. nyári visszavonását követően. Törvényhozók és vele kapcsolatban lévő segítők azt mondták, a líbiai 2012-es bengházi támadás is az elnök fejében járt. Mike Pompeo külügyminisztermár hónapokkal a támadás előtt megbeszélte Trumppal Splejmáni esetleges kivégzését, de akkor még sem az elnök, sem a védelmi csoport jóváhagyását nem kérte ehhez. A The Wall Street Journal 2020. január 10-i cikke szerint a támadás után állítólag azt mondta bizalmasainak, hogy a Szolejmáni elleni merényletnek belpolitikai okai voltak, mégpedig az, hogy a még ingatag republikánus szenátorokat rávegye, hogy támogassák őt az impeachement eljárásban.
A The New York Times szerint 2019. december 28-án, első alkalommal visszautasította, hogy Szolejmánit megtámadják, de döntését megváltoztatta, miután látta az amerikai nagykövetség elleni támadásokat a televízióban. Január 2-re véglegesítette, hogy tanácsadói által elé tárt lehetőségek közül a legextrémebbet választja, amire a Pentagon felső vezetése „csak rábukkant”. A Times riportere egy névtelen amerikai tisztviselőre hivatkozva azt írta, ”vékonyak” azok a bizonyítékok, melyek arra utaltak, Szolejmáni meg akarta volna támadni az USA-t, az ajatollah pedig semmilyen műveltet nem engedélyezett. Milley tábornok azonban azt mondta, „világos volt a hírszerzés előtt”, hogy „napokon, heteken” belül ilyesmire készülnek. A hírek szerint Mike Pompeo külügyminiszter és Mike Pence elnökhelyettes állt ki leghangosabban az Irán elleni megtorlások mellett. Pence elnökhelyettes később azt írta, Szolejmáni „egy küszöbön álló” támadást tervez amerikai személyek ellen. Robert C. O'Brien nemzetbiztonsági tanácsadó ragaszkodott ahhoz, hogy „Szolejmáni gyilkosságot tervez, meg akar támadni amerikai létesítményeket, diplomatákat, katonákat, tengerészeket, repülési szakembereket, és az ilyen létesítményekben elhelyezkedő haditengerészeti intézményeket.”
A támadás napján Mike Pompeo külügyminiszter azt bizonygatta, hogy a támadás Trump elnök parancsára történt, hogy ezzel zavarják meg Szolejmáni beosztottjainak „közelgő támadását”, de az ezt alátámasztó jelentések hitelessége változatos volt. Január 4-én bizonyítékok bemutatása nélkül Trump ezt mondta: „Azért kellett ezt megtennünk, mert fel akarták robbantani a nagykövetségünket. Más, teljesen egyértelmű bizonyítékok is álltak tettünk hátterében. Valaki, meghalt, hadseregünk egyik embere meghalt. Épp egy héttel korábban embereink nagy mértékben megsérültek.” Január 10-én Trump elnök a Fox News The Ingraham Angle című műsorában azt állította, hogy Szolejmáni négy amerikai nagykövetség ellen tervezett támadást a Közel-Keleten. A Szenátus több tagja, így Mike Lee és Chris Murphy is azt állította, hogy Trump nem ismertette velük terveit a szokásos nemzetbiztonsági megbeszélésen. Három nappal Trump megjegyzései után Mark Esper védelmi miniszter kijelentette, hogy bár voltak a bagdadi nagykövetség elleni támadásra utaló jelek, az elnök nem idézte a másik három, szóban forgó nagykövetség elleni támadásra utaló hírszerzési bizonyítékokat. Ehelyett szerinte az elnök abbeli gondolatait osztotta meg, hogy „lehetőség szerint lehetett volna” támadás több nagykövetség ellen is.
A CNN január 18-i jelentése szerint Trump elnök azt állította, Szolejmáni „rosszakat mondott az országunkról.” Ezután ezt kérdezték tőle: „Mennyi zagyvaságot kell még meghallgatnunk? Mennyi ilyet fogunk még hallani?”

### Szolejmáni iraki útja
Adil Abdul-Madi, Irak miniszterelnöke azt mondta, a tervek szerint aznap találkozott volna Szolejmánival, mikor a támadás bekövetkezett. Szerinte Szolejmáni útjának az lett volna a lényege, hogy elvigye Irán válaszát Szaúd-Arábia egy kérdésre, mely fontos volt Irak számára. Abdul-Mahdi szerint Trump még a dróntámadás előtt felhívta őt, és megkérte, hogy közvetítsen az USA és Irán között.

## A támadás
Helyi idő szerint 2020. január 3-án 12:32-kor Szolejmáni Cham Wings által üzemeltetett Airbus A320-as járata, miután két órán át ismeretlen okból visszatartották, a Damaszkuszi Nemzetközi Repülőtérről megérkezett a Bagdadi Nemzetközi Repülőtérre. Az USA Légierejének egyik MQ-9 Reaper drónja és más katonai légi járművek emelkedtek a terület fölé, mikor Szolejmáni és más Irán-barát félkatonai személyiségek, mint például Abu Mahdi al-Muhandisz, akit az USA terroristaként kezelt, beszállt két autóba, és elindultak Bagdad belvárosa felé 12:47-kor a Reaper drón több rakétát is kilőtt, melyek eltalálták a Bagdadi Repülőtéri úton haladó autókat, tűzbe borították ezeket, és így 10 embert megöltek.
Amint híre ment a támadásnak, az amerikai Védelmi Minisztérium egy nyilatkozatban azt írta, „a támadást az elnök irányítása alatt hajtották végre”, és azért került rá sor, hogy jövőbeni támadásokat akadályozzon meg. Trump úgy értékelte, hogy Szolejmáni további amerikai nagykövetségi és katonasági alkalmazottak ellen tervez támadást, és ő hagyhatta jóvá a bagdadi amerikai nagykövetség elleni támadást is.
A szaúd-arábiai Arab News szerint a Szolejmáni csapatát eltaláló rakétát a katari al-Udeid Légibázisról lőhették ki. A Forradalmi Gárda Légierejének egyik nyilatkozata szerint a régió más légi bázisai mellett a kuvaiti Ali Al Salem Légibázis is részt vett a hadműveletben, melyet nemrég a bagdadi repülőtér közelében hajtottak végre. A nyilatkozat miatt Kuvait behívatta Irán Kuvaitba akkreditált nagykövetét, az ország neheztelését fejezte ki, és kategorikusan visszautasította az ilyen állításokat.

### Áldozatok

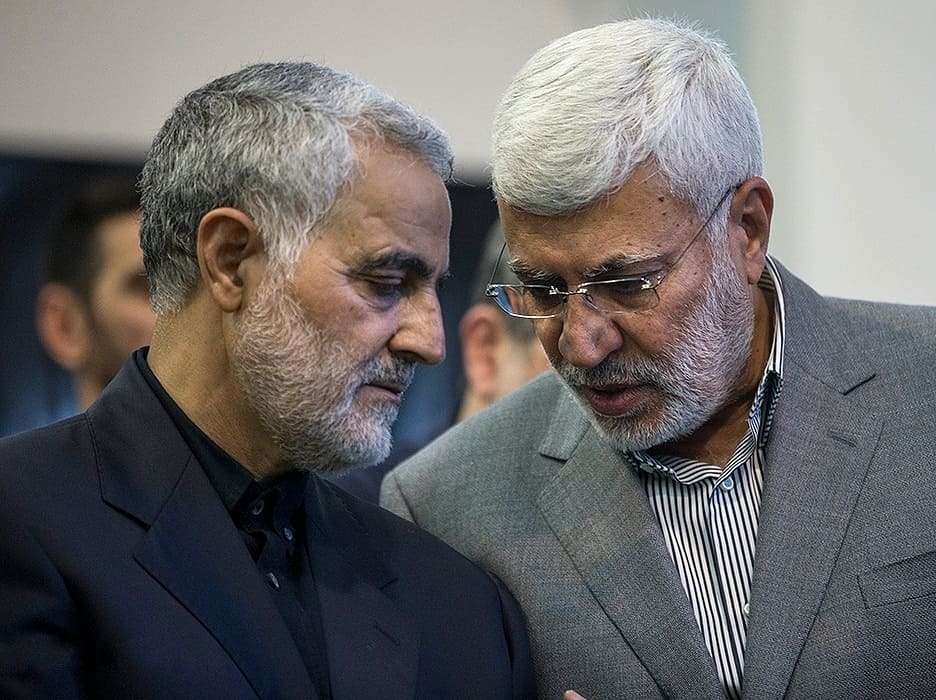
Kászem Szolejmáni tábornok (balra) és Abu Mahdi al-Muhandisz is az áldozatok között volt.

Szolejmáni holttestét egy általa viselt gyűrű alapján azonosították. Mikor a DNS-tesztek még folyamatban voltak, a Pentagon egyik magas rangú szóvivője kijelentette, hogy „nagy annak a valószínűsége”, hogy Szolejmáni holttestét fogják azonosítani.”  Ahmed Al Asadi, a Népi Mozgósítási Erők egyik szóvivője megerősítette Szolejmáni és Muhandisz halálhírét. Ali Sistani ajatollah hivatala szerint az áldozatok között „sok olyan van, akik megverték az Iszlám Állam terroristáit.”
A Forradalmi Gárda bejelentette, hogy összesen tíz ember halt meg. Szolejmáni mellett a Forradalmi Gárda négy további tagjával végeztek, akik az alábbiak voltak: „ Hossein Pourjafari dandártábornok, Shahroud Mozafarinia ezredes, Hadi Taremi őrnagy és Vahid Zamanian százados. A másik öt áldozat a PMF iraki tagjai voltak: Abu Mahdi al-Muhandis elnökhelyettes, Muhammed Reza al-Jaberi protokollért és kapcsolatokért felelős vezető, Mohammad al-Shibani, Hassan Abdul Hadi és Heydar Ali.
A The New York Times a támadást a második világháború bosszú hadműveletéhez hasonlította, mikor amerikai repülőgépek azt a gépet lőtték le, mely Isoroku Yamamoto admirálist szállította, mely az újság szerint „az utolsó olyan alkalom volt, hogy az USA egy másik ország katonai vezetőjét ölte meg.”

## Következmények
Szolejmáni és al-Muhandisz halála miatt megnőtt a feszültség az Egyesült Államok és Irán között. A France 24 szerint Szolejmáni célzott megölése világszerte felkeltette az emberek figyelmét, és attól tartottak, hogy Irán közel-keleti amerikai érdekeltségek elleni támadásai egy sokkal nagyobb méretű háborúvá nőhetnek ki.
Az iráni kormány egyik szóvivője azt mondta, az ország legfelsőbb biztonsági tanácsa nemsokára ülést tart, ahol megtárgyalják „a merénylet bűnös tényét.” Irán legfőbb vezetője, Ali Hámenei figyelmeztetett, hogy „megtorlás várható. Trump figyelmeztetett, hogy amennyiben Teherán bármilyen ellencsapást foganatosít, az USA 52 fontos iráni helyszínt vesz célba, köztük kulturális helyszíneket is. Az 52 helyszín arra az 52 amerikai fogolyra utal, akiket az iráni túszdráma idején tartottak fogva. Hossein Dehghan, Irán fő katonai tanácsadója és Javad Zarif iráni külügyminiszter úgy értékelte, ha az USA kulturális emlékeket bombáz le, az a nemzetközi jog bátor megsértése lenne. Mike Pompeo külügyminiszter óvakodott konkrét választ adni, mikor a kulturális célpontok bombázásáról kérdezték. Azt válaszolta, az USA csak helyeset fog cselekedni, ami összhangban van az amerikai törvényekkel. Mark Esper védelmi miniszter később úgy fogalmazott, kulturális helyszíneket nem támadnak, mert „ez a háború törvényszerűsége.”
2020. január 5-én Irán Iszlám Konzultatív Gyűlése ülése alatt azt skandálta: „Amerika, a Nagy Sátán!” Aznap Irán bejelentette, hogy a 2015-ös atommegállapodásban vállalt összes kötelezettségét felfüggeszti, kivéve azt, hogy együttműködik az Egyesült Nemzetek Szervezetének megfigyelő csoportjával, a Nemzetközi Atomenergia-ügynökséggel. A közlemény hozzáteszi: „Ha feloldják a szankciókat, az Iszlám Köztársaság kész ismét magára vállalni a kötelezettségeit.”
Egy beszédben, melyet az Iráni Iszlám Köztársaság Hírszolgálata 2020. január 8-án sugárzott és a Közel-keleti Médiakutató Intézet fordított le angolra, Rohani elnök bejelentette, a továbbiakban országa nem veti alá magát a 2015-ös atomenergiai megállapodásnak és a benne szereplő, az urándúsítást tiltó szabályoknak. Azt mondta: „Irán nukleáris ipara szárnyalni fog.” Ezután Rohani elnök azt mondta: „Levágták szeretett Szolejmánink kezét.” Erre válaszul az irániak levágják majd az amerikaiak lábát, és kihajítják azokat a környező országokba.

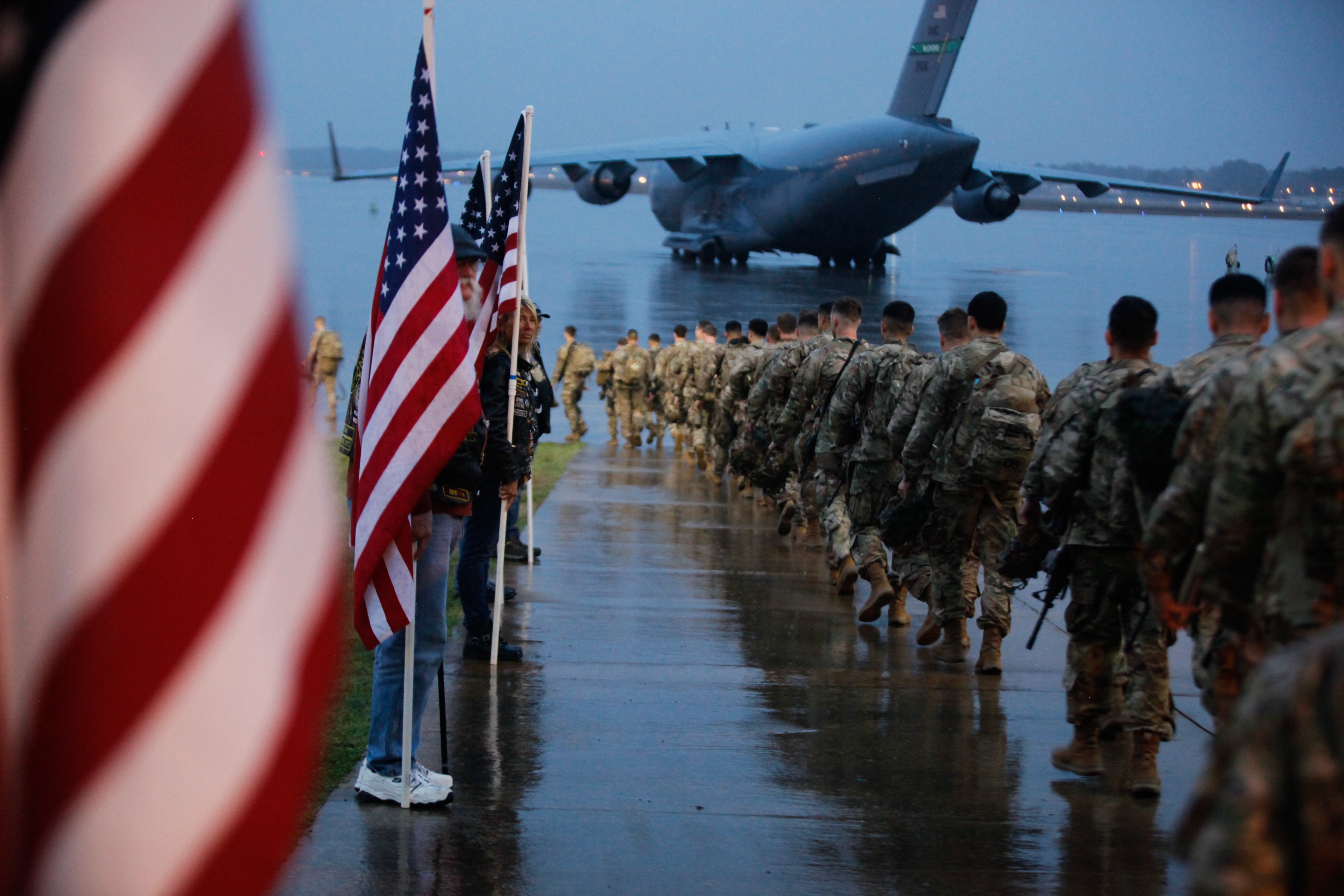
A 82. légi osztag 1. dandárjának támadó csapatához tartozó amerikai paramilicistákat küldtek a Közel-Keletre a 2020. január 4-i bagdadi légitámadás után.

Az Amerikai Egyesült Államok keleti részén röviddel a támadás után több repülőgépnyi katona emelkedett a levegőbe. Másnap az amerikai Védelmi Minisztérium bejelentette, hogy 3500 embert küldött a régióba a 82. légi osztag kötelékéből. Ez az elmúlt évtizedek egyik legnagyobb azonnali csapatszállítása. Védelmi tisztviselők azt mondták, a csapatszállítás nincs közvetlen összefüggésben Szolejmáni megölésével, sokkal inkább egy olyan „megelőző lépés, mely az amerikaiakra és a létesítményeikre leselkedő megnövekedett veszéllyel kapcsolatos.” Január 4-én a Nemzetbiztonsági Minisztérium azt közölte, „nem volt semmi speciális veszély, ami a szárazföldi országot érintette volna, de figyelmeztetést adtak ki arra, mire is képes Irán.” Az USA kémszolgálata arról számolt be, hogy Irán megnövelte ballisztikus rakétáinak készültségi szintjét. Azt azonban nem lehet tudni, hogy ezek a rakéták védekezőek, figyelmeztető csapásra képesek vagy arra utaltak, hogy a jövőben megtámadnák az USA haderejét.
Az USA bagdadi nagykövetsége sürgette az amerikaiakat, hogy azonnal hagyják el Irakot „amint lehetséges, légi úton, de ha ez már nem kivitelezhető, akkor szárazföldön menjenek másik országba”. Másnap Nagy-Britannia figyelmeztette állampolgárait, hogy a kurdisztáni régió kivételével kerüljék Irakot, és csak akkor utazzanak Iránba, ha az tényleg halaszthatatlan. Ausztrália hasonló figyelmeztetést adott ki, melyben az szerepelt, „hagyják el Irakot, amint csak lehet.” Január 5-én az Egyesült Királyság bejelentette, hogy a Hormuzi-szoroson átkelő brit felségjelzésű hajókat a Királyi Haditengerészet fogja kísérni.
Szolejmáni halálhírére az olajár három hónapja nem látott magasságokba emelkedett, majd visszaesett. Irán halálos áldozatot nem követelő rakétatámadása után az olaj ára alacsonyabb volt, mint al-Muhandisz meggyilkolása előtt. Január 6-án a Chevron „megelőző intézkedésként” evakuálta az Iraki Kurdisztánban dolgozó amerikai munkásait.

### Egyéb kivégzési próbálkozások
A bagdadi repülőtéri merénylettel egy napon Jemenben sikertelenül próbálták meg lelőni drónnal a Forradalmi Gárda egyik, Abdul Reza Shahlai nevű bankárát. Helyette a Kodsz Erők operatív tagját, Mohammad Mirzát találták el. Shahlai öt amerikai megöléséért volt felelős, akikkel 2007. január 20-án Kerbelában végeztek.

### Állítólagos taji utcai támadás
A bagdadi repülőtérnél történt merénylet utáni napon az iraki média arról számolt be, hogy Bagdadtól északra, a Tajiban a Taji táborban újabb rakétatámadás volt, mikor a Népi Mozgósítási Erők egyik gyógyszerszállítmányát érte támadás. Az Iraki Hadsereg egyik, a Reutersnek nyilatkozó forrása szerint a merényletben hatan meghaltak, hárman pedig súlyosan megsebesültek. A PMF később azt mondta, a támadás áldozatai között nem volt vezető parancsnok, és az Ali Imám dandár is tagadta, hogy vezetőjük elesett volna. A PMF később azt is cáfolta, hogy bármiféle gyógyszerészeti konvojt támadás ért volna. Arról nincsenek hírek, ki követte el a merényletet. Az Inherent Resolver hadművelet szóvivője, Myles B. Caggins III, azt mondta, ezt nem a koalíció követte el, miközben az Iraki Egyesített Parancsnokság tagadta, hogy tudna ilyesféle támadásról. Azt mondta, ez csak egy rosszmájú híresztelés volt, ami a nemrég történt repülőtéri támadás miatt terjedt el ennyire.

### Temetés
Január 4-én tartották Bagdadban Szolejmáni, Muhandisz valamint az iraki és iráni milicisták gyászszertartását, ahol több ezer gyászoló azt skandálták: „Halál Amerikára, halál Izraelre!”. Jelen volt Adil Abdul Mahdi iraki miniszterelnök is. A menet a síita szent helynek számító al-Kadhimiya mecset mellett indult, majd a Zöld Zónába tartott, ahol a kormány és a diplomácia épületei vannak, és itt tartották az állami szertartást. Bagdadból a menet Kerbelába, a síiták szent városába, majd Nedzsefbe mentek, ahol eltemették al-Muhandiszt és a többi irakit, míg Szolejmáni és a többi iráni koporsóját innét küldték Iránba. A bagdadi gyászszertartás után ismeretlenek rövid hatótávolságú rakétákat lőttek ki az amerikai nagykövetség irányába valamint az amerikaiak által használt Balad Légibázison. A közel-keleti hadműveleteket irányító amerikai Központi Parancsnokság azt mondta, a január 4-i elszórt rakétatámadásokban egy amerikai sem sérült meg.
Szolejmáni és a többi, a támadásban meghalt iráni holtteste január 5-én érkezett Iránba, ahol több városban is gyászszertartást tartottak értük. Az első város Ahváz volt, majd tovább mentek Meshedbe, ahol egymillió ember próbált meg együtt gyászolni. Kezdetben olyan hírek érkeztek, hogy a kormány lemondta a teheráni gyászt, mert a meshedi részvételt elmézve a város nem tudná kezelni a lehetséges résztvevők számát. Végül azonban megtartották a teheráni búcsúztatót is, ahol Ali Hámenei ajatollah az imádkozók irányítása közben nyilvánosan elsírta magát. Az iráni állami média szerint a gyászolók száma elérte a „milliókat” is, és ez lehetett az Iszlám Köztársaságot megalapító Ruholláh Hámenei 1989-es temetése óta a legnagyobb összegyűlt tömeg. Az iráni hatóságok azt tervezték, hogy nyilvános gyászra január 6-án Komba viszik a holttestet, majd január 7-én ért szülővárosába, Kermánba, ahol a temetést is tartották. Még mielőtt az állami megemlékezés véget ért volna, több infrastrukturális létesítmény, mint például Ahváz nemzetközi repülőtere vagy a Teheránba vezető gyorsforgalmi út felvette Szolejmáni nevét. A Forradalmi Gárda háborús bűntettei miatt a kritikusai elítélték a temetést, és ezt #IraniansDetestSoleimani hashtagekkel fejezték ki.
2020. január 7-én Kermánban legalább 56 ember meghalt és 213 megsérült egy roham közben Szoeljmáni gyászszertartása alatt. Emiatt magát a temetést elhalasztották egy későbbi időpontra.

### Az amerikai csapatok státusza Irakban
Az Al-Manar arról számolt be, hogy „vasárnap egy rendkívüli ülésen 170 iraki törvényhozó olyan törvényjavaslatot írt alá, mely alapján felszólítanák az iraki kormányt, hogy kezdeményezze az amerikai csapatok kivonulását az országból.” Csak 150 szavazat kell ahhoz, hogy a benyújtott tervezetből elfogadott törvény legyen.” A kurd Rudaw Media Network szerint az aláírók mind síiták voltak. A hírszolgálat jelentése szerint „nincs jogi következménye annak, ha az iraki parlament elfogadja a külföldi csapatok kiküldését.” Az Al Jazeera szerint a határozat szövege a következőket tartalmazza: „A katonai műveletek iraki befejeződése és a győzelem elérése miatt a kormány visszavonja azon kérését, mely a nemzetközi koalíciótól támogatást kért az Iszlám Állam elleni harcban.” Máshol ez van benne: „Az iraki kormánynak azon kell dolgoznia, hogy megszüntesse külföldi katonai erők jelenlétét iraki területeken, és meg kell tiltania, hogy bármilyen jogcímen használhassák szárazföldjét, légterét vagy vizeit.”  A határozatot az iraki parlament elfogadta. A szavazásra válaszul Trump olyan szankciókkal fenyegette meg Irakot, melyek mellett „az iráni szankciók eltörpülnek,” valamint követelte, hogy fizessék vissza az amerikaiaknak az iraki katonai létesítményekbe történt befizetéseiket.
2020. január 6-án a Pentagon nyilvánosságra hozta William Seely hadi dandártábornoknak Abdul Amirnak, a CJO bagdadi igazgatóhelyettesének írt levelét, melyben arról tájékoztatja, hogy „az iraki parlamenttől valamint a miniszterelnöktől érkezett kérés alapján a CJTF–OIR a következő napokban és hetekben át fogja szervezni a csapatait, hogy felkészüljön az elkövetkező mozgósításokra.” Röviddel később Mark Milley, a legénység legfőbb vezetője azt mondta: „A levél egy vázlat. Hiba volt, senki nem írta alá, nem szabadott volna kikerülnie. … Rossz a megszövegezés, kivonulásról beszél, ami nem az, mint ami meg fog történni.”
Pár nappal később az Amerikai Külügyminisztérium figyelmeztette Irakot, hogy elveszítheti a hozzáférését a Federal Reserve Bank of New York-nál vezetett számlái felett, ha az amerikai csapatoknak mégis távozni kellene.
Miután a síita Muktata asz-Szadr meghirdette a „Millió Ember Menetét”, január 24-én több százezer iraki tüntetett az amerikaiak iraki jelenléte ellen. Barhám Száleh iraki elnök ezt írta ki Twitteren: „Az Irakiaknak egy teljesen független államra van szüksége, mely nem fog megtörni.”

### Iráni rakétatámadás az iraki amerikai légibázisok ellen
2020. január 8-án iráni katonák ballisztikus rakétákat lőttek ki az Al Asad Légibázis és egy Erbil közelében lévő légi osztag ellen, ahol amerikai személyzet állomásozott. A Forradalmi Gárda bejelentette, hogy a támadások a Szolejmáni meggyilkolása miatt indított megtorlás részei voltak. Sem iraki, sem amerikai áldozatokról nem érkezett hír.
Az ISNA, az iráni állam hírügynökség szerint „Irán több tíz föld-föld rakétát lőtt ki” a bázisokra, és vállalta a támadásért a felelősséget. A támadásokra két hullámban került sor, és mindkettő körülbelül egy óráig tartott. A Pentagon azt jelentette, hogy ezeken a bázisokon – miután az irániak bejelentették, hogy támadást készítenek elő amerikai célpontok ellen – már magas volt a készültségi szint. Bár a Pentagon kétségbe vonta a kilőtt rakéták számát, azt elismerték, hogy két helyszínt rakéta találat érte. Az USA Központi Parancsnokságának egyik szóvivője azt mondta, összesen 15 rakétát lőttek ki. Tíz találta el az Ayn al-Asad légibázist, egy találat volt Erbinnél, négy pedig célt tévesztett. Más források arról szóltak, hogy Erbilt két rakétával támadták meg. Az egyik célpontja az Erbili Nemzetközi Repülőtér, a másik Erbiltől 20 km-re ért földet. A légibázist eltaláló rakéta nem robbant fel. Január 8-án Szaúd-Arábia védelmi miniszter-helyettese, Khalid bin Salman herceg azt mondta, a királyság kiáll Irak mellett, és mindent megtesz, amit csak tud, hogy távol tartsa „attól, a fenyegetéstől, hogy külső féllel konfliktusba vagy háborúba keveredjen.”

### Az iraki utcai tüntetések újraindulása
Az Abdul Mahdi lemondásához vezető iraki masszív utcai tüntetések Szolejmáni meggyilkolása után újraindultak, célpontjuk pedig az addigi Irán-ellenességről eltolódott Amerika- és Irán-ellenességre. A "Készült Irakban" utcai és internetes tüntetések a kivégzést követően megerősödtek. 2020. január 5-én nagyszabású tüntetések voltak az ország több városában. Január 7-én megrendezték a „Készült Irakban” tüntetést, ezen kívül január 10-én kétezren tüntettek Baszrában és Násszirijában, ahol az egyik szlogen az volt: „Sem Amerika, sem Irán, a mi forradalmunk fiatal forradalom.”

### Iráni tüntetések
2020. január 11-én, miután az iráni vezetők elismerték, hogy az iráni hadsereg lőtte le az Ukraine International Airlines Flight 752-es járatát, több ezer ember kezdett el tüntetni Iránban, ezzel folytatva a 2017. decemberben megkezdett tüntetéshullámot. A tüntetésen Ali Hámenei legfelsőbb vezetőt felszólították a lemondásra, azt skandálták, hogy „halál a hazugokra”, és azt követelték, hogy „a Forradalmi Gárda hagyja el az országot”.

## Jogszerűség
Többen megkérdőjelezték a légi támadás jogszerűségét.

### A nemzetközi jog állítólagos megsértése
Az ENSZ Alapokmánya általánosan megtiltja,, hogy egy ország hadsereget vessen be egy másik állam ellen, ha erre nem a saját területén kerül sor. Irak kormánya nem adott felhatalmazást arra, hogy a területén lévő egyik katonai vezetőt egy másik országból megtámadjanak. Több jogi szakértő is úgy gondolja, hogy Irak jóváhagyásának hiánya megnehezíti az USA-nak a támadás megalapozottságának bizonyítását.
Agnès Callamard, az Egyesült Nemzetek Szervezetének a területen kívüli, arbitrázsos kivégzésekkel foglalkozó speciális megfigyelője azt nyilatkozta, a légi támadás „nagy valószínűséggel megsértette a nemzetközi jogot, többek között annak az emberi jogokra vonatkozó előírásait.” és hozzátette, hogy az, hogy Szolejmánin kívül másokat is megöltek, az „abszolút törvénytelen” volt.
Ben Wallace védelmi miniszter azt mondta: „az általam látott hírszerzési információk, annak fényében, hogy mindenkinek joga van magát megvédeni egy egyébként bekövetkező leselkedő veszélytől." igazolja a tettünket. Boris Johnson brit miniszterelnök egyik szóvivője azt mondta: „Az államoknak joga van ilyesféle akciókat önvédelemből végrehajtani.” Johnson később azt mondta "... Nem az Egyesült Királyság dolga eldönteni a történtek teljes jogosságát, mert ez nem a mi hadműveletünk volt.” Ezt arra válaszolva közölte, hogy az ellenzék vezetője, Jeremy Corbyn „illegális cselekedetnek” minősítette a történteket, és azt kérte a kormánytól, hogy ítélje el ezeket.
Mary Ellen O'Connell egyetértett azzal, hogy Szolejmáni „előre nem egyeztetett megölése” ellentétes az 1907-es hágai egyezménnyel és a genfi egyezmények I. kiegészítésével, így törvénytelen. Robert M. Chesney fenntartotta azonban, hogy ha önvédelemről volt szó, akkor megindokolható. Oona A. Hathaway szerint az elérhető adatok ezt nem támasztják alá.
Az NBC News tudósítója öt korábbi és kettő jelenlegi, a Trump-adminisztrációban dolgozó tisztviselőre hivatkozva azt mondta, Trump már 2019. júniusban engedélyezte Szolejmáni megölését, ha „Irán agressziója amerikaiak életébe kerül.” A riporter szerint az események sorrendje miatt ez megkérdőjelezheti Trump kormányának egyéb, a meggyilkolás indokaként felhozott magyarázatait.
Irán bejelentette, hogy háborús bűncselekmények miatt eljárást indít Donald Trump amerikai elnök ellen a Hágai Bíróság előtt.

### Az Irakkal kötött megállapodások fényében
Hivatalosan a PMF egy sor, az iraki parlament és a miniszterelnök által elfogadott rendeletek révén az iraki biztonsági erők része lett, így szorosan véve az Egyesült Államok megölte az egyik vezető iraki katonai tisztviselőt, Abu Mahdi al-Muhandiszt és több más iraki katonai személyt is.
Egy kétoldalú megállapodás alapján az USA nem indíthat Irakból támadást egy másik ország ellen. Adil Abdul-Mahdi iraki miniszterelnök azt mondta, a támadás „megsértette az amerikai katonák Irakban tartózkodásának szabályait.” Hozzátette: „Egy olyan iraki katonai parancsnok meggyilkolása, aki hivatalos pozíciót tölt be a hadseregben, Irak elleni agresszió, és vezető iraki emberek vagy olyan emberek megölése, aki testvéri országból érkezik iraki földre, a szuverenitás masszív megsértése.” Ő és a Képviselőház szóvivője, Mohamed al-Halbousi külön kiáltványokat tettek közzé, és mindketten Irak szuverenitásának megsértéseként értelmezték az eseményeket. Az iraki ügyvivő miniszterelnök irodája szerint az amerikai külügyminiszternek egy csoportot kell Irakba küldenie azzal a céllal, hogy meghatározzák, az amerikai csapatok miképp hagyják el Irakot.

### Az USA törvényei
Az, hogy a légi támadásra a Kongresszus előzetes jóváhagyása nélkül került sor, több jogi kérdést is felvet. John Daniszewski, az AP riportere az ügyet az amerikai állampolgár Anwar al-Awlaki drónos megöléséhez hasonlította, melyre Obama elnöksége idején került sor. Több elemző szerint az USA alkotmányának második szakasza alapján Trumpnak jogában állt elrendelni a támadást, míg az AUMF, a terrorizmus ellen történő katonai erők bevetésére adott felhatalmazás kétértelműsége segíthet Trumpnak, hogy megalapozza a döntését.
A Fidel Castro meggyilkolásának kísérletét megbénító 1976-ban hozott 11905-ös rendelet szerint „az Amerikai Egyesült Államok kormányának egyetlen alkalmazottja vagy neki másképp munkát végző személy sem bonyolódhat kivégzésbe.” A kivégzés törvény szerinti jelentése, valamint az, hogy használható-e erre az esetre, nem világos.

#### Kongresszusi határozat Trump háborús erejének korlátozására
A Kongresszus több tagja, akiket nem értesítettek előre Szolejmáni megöléséről, és erről nem is tárgyaltak velük, úgy gondolta, csökkenteni kellene az elnök hatalmát, így a jövőben kongresszusi jóváhagyás nélkül ne indíthasson hadműveletet Irán ellen. 2020. január 6-án Pelosi bejelentette, hogy a tervek szerint egy héten belül szavazhatnak arról a javaslatról, mely csökkentené Trump elnök hatáskörét Irán tekintetében. 2020. január 8-án Pelosi bejelentette, hogy január 9-én a teljes ház fog dönteni arról, hogy csökkentsék-e Trump hatáskörét az Iránnal kialakult konfliktus tekintetében. A Házbizottság elfogadta, hogy a két ház együtt szavazzon, és meghatározta a paramétereket is, mely alapján január 9-én kétórás vitát tartanak. A ház szavazása azért is jelentős, mert az alkotmány előírja, hogy bár az elnök bevetheti a hadsereget az ország védelme érdekében, hadüzenethez azonban szüksége van a Kongresszus jóváhagyására is. Trump kritizálta a hozzáállást, mert az iráni beavatkozáshoz nem kellhet kongresszusi hozzájárulás, „hisz a másodperc törtrésze alatt kell döntést hozni.”
2020. január 9-én az USA Képviselőháza mérlegelte a beavatkozást, és 224–194 arányban jóváhagyta azt. Hogan Gidley kritizálta a határozat elfogadását, szerinte ez „csak egy újabb politikai lépés,” és arra aló kísérlet, hogy „csökkentse az elnök hatáskörét olyan ügyekben, mint Amerika és a mi érdekeinek védelme a régióban”. Azt nem lehetett tudni, hogy a határozat kötelező érvényű lesz-e vagy sem, és hogy a Szenátus elfogadja-e. Kevin McCarthy, a kongresszusi republikánus kisebbség vezetője szerint ez egy „értelmetlen szavazás”, míg a Demokraták szerint erős üzenetet küld Trumpnak arról, hogy a nemzetbizonsági kérdésekben együtt kell működnie a Kongresszussal.

## Reakciók
Ali Hámenei, Irán legfőbb vezetője fogadkozott, hogy „durva bosszút” áll az USA ellen, és háromnapos nemzeti gyászt rendelt el. Hasszán Rohani iráni elnök is azt mondta, Irán „bosszút fog állni”. Mohammad Javad Zarif külügyminiszter a támadást „szélsőségesen veszélyes és buta eszkalációnak” nevezte. Irán az ENSZ-nek küldött levelében „állami terrorizmusnak” nevezte a történteket, és azt mondta, ez megszegte a nemzetközi jog alapelveit. Január 7-én Irán parlamentje elfogadta a Kodsz Erők költségvetésének 200 millió euróval történő megemelését, amit két hónapon belül kell felhasználni. A Reuters jelentése szerint több iráni, így többek között Szolejmáni támogatói is attól tartanak, hogy a rossz gazdasági környezetben és elburjánzó korrupció időszakában megnőhet egy háború esélye. Néhány idősebb irániban az Irak–iráni háború emlékeit idézték fel a történtek.
Irakban a leköszönő miniszterelnök, Adel Abdul Mahdi elítélte a támadást, szerinte ez kivégzés volt, a támadást agressziónak minősítette, ami szerinte az iraki szuverenitás megsértése, és így háború törhet ki Irakban. Azt is említette, hogy a támadás megsértette az amerikai erők Irakban állomásozásáról szóló szerződést, és Irak biztonságának biztosításának összhangban kell lennie a törvényekkel. Az iraki parlament elnöke, Mohammed al Halbousi azzal fenyegetett, hogy „véget vet az amerikai erők jelenlétének” Irakban. Az iraki parlament arról szavazott, hogy felkéri az USA haderejét az ország elhagyására. Muktada asz-Szadr, a Szadrista Mozgalom és a Béke Csapatok milícia vezetője meghagyta követőinek, hogy „készüljenek Irak megvédésére.”
Röviddel azelőtt, hogy a Védelmi Minisztérium bejelentette volna a támadást, Trump elnök amerikai zászlót rakott ki a Twitterre. Másnap reggel egy sajtótájékoztatón elmondta, hogy ő adott engedélyt a támadásra, mert Szolejmáni egy „ közelgő, baljós” támadást készített elő az amerikaiak ellen. Hozzátette: „A tegnap esti akciónkkal akartuk megelőzni a háborút. Nem azért cselekedünk, hogy háborút indítsunk.” Hozzátette, hogy nem számít Iránban a hatalom leváltására. Január 4-én Trump azt írta ki Twitteren, hogy 52 iráni helyszínt választottak ki (az iráni túszdráma 52 amerikai halottjára emlékezve) arra az esetre, ha „Irán bármilyen amerikait vagy amerikai eszközt megtámad.” Rohani iráni miniszterelnök így válaszolt: „Akik az 52-es számra hivatkoznak, emlékezniük kellene 290-esre is.” Ezzel a Iran Air 655-ös járatának 1988-as lelövésére utalt, ahol egy amerikai hadihajó miatt 290 ember vesztette életét. A célpontok között voltak iráni „kulturális helyszínek” is, és így Trump végül is arra is utalt, hogy még akkor is szétlőné ezeket, ha háborús bűnnek számítana.
Az amerikai politikusok reakciója párthovatartozásuk szerint oszlott meg. Mitch McConnell, a Szenátus többségének a vezetője ünnepelte a támadást, Szolejmánira pedig mint „Irán terroristamesterére” hivatkozott. Nancy Pelosi házelnök szerint a támadás „proaktív és arányos volt”, és egy olyan háborús erőmegosztást ajánlott, mely szerint a Trump vezetésnek 30 napon belül be kell fejeznie a Kongresszus által el nem fogadott iráni hadműveleteket. Lindsey Graham szenátor ezt írta a Twitterre: „Az iráni kormánynak: ha többet akartok, többet kaptok.” Másrészről Richard Blumenthal szenátor ezt állította. „A jelenlegi felhatalmazásban benn van az is, hogy esetlegesen új háborút indítsanak. Ez a lépés elvezethet egy olyan katonai összetűzéshez, melynél nagyobb összhang még semelyik másik körül nem alakult ki az elmúlt évtizedekben.” A 2020-as amerikai elnökválasztás demokrata jelöltjei, Trump kihívói nagyon elítélték a légi támadásokat. Az egyik jelölt szerint a gyilkosság figyelemelterelés volt. Ahhoz hasonlította, mint mikor Bill Clinton impeachmentje alatt bombázta Irakot, Afganisztánt és Szudánt.
Bill de Blasio, New York polgármestere magas szintű készültséget rendelt el a New York-i rendőrségnél, amibe beletartozhatott az esetleges táskaátvizsgálás a metróknál és az autók átvizsgálása alagutaknál és hidaknál.
Az Egyesült Nemzetek Szervezetének főtitkára, António Guterres aggodalmának adott hangot az eszkalálódás miatt, és „maximális önmérsékletre” szólította fel a résztvevőket. A NATO főtitkára, Jens Stoltenberg egy január 6-i megbeszélés után azt mondta: „Az atlanti szövetség minden tagállama támogatja az Egyesült Államokat és a Közel-Keletet. … Iránnak tartózkodnia kell mindenféle provokációtól és összetűzéstől.”
Január 6-án az USA Oroszországot és Kínát hibáztatta, mert „blokkolják egy, a bagdadi nagykövetség elleni támadást elítélő határozat elfogadását.” Az orosz Védelmi Minisztérium szerint „Oroszország felajánlotta az S–400-as légvédelmi rendszerét Iránnak, hogy meg tudja védeni a légterét.” A majdnem kilenc éve folyó polgárháború alatt csupán másodszor Szíriába látogatott Vlagyimir Putyin, hogy január 7-én találkozzon az ország elnökével, Bassár el-Aszaddal. Egy másik, január 6-i bagdadi megbeszélésen Zhang Tao kínai nagykövet azt mondta Irak ügyvezető miniszterelnökének, al-Mahdinak, hogy „Kína kényes arra, hogy növelje Irak biztonságát és a vele való katonai szövetséget elmélyítse.”

## Utóélete

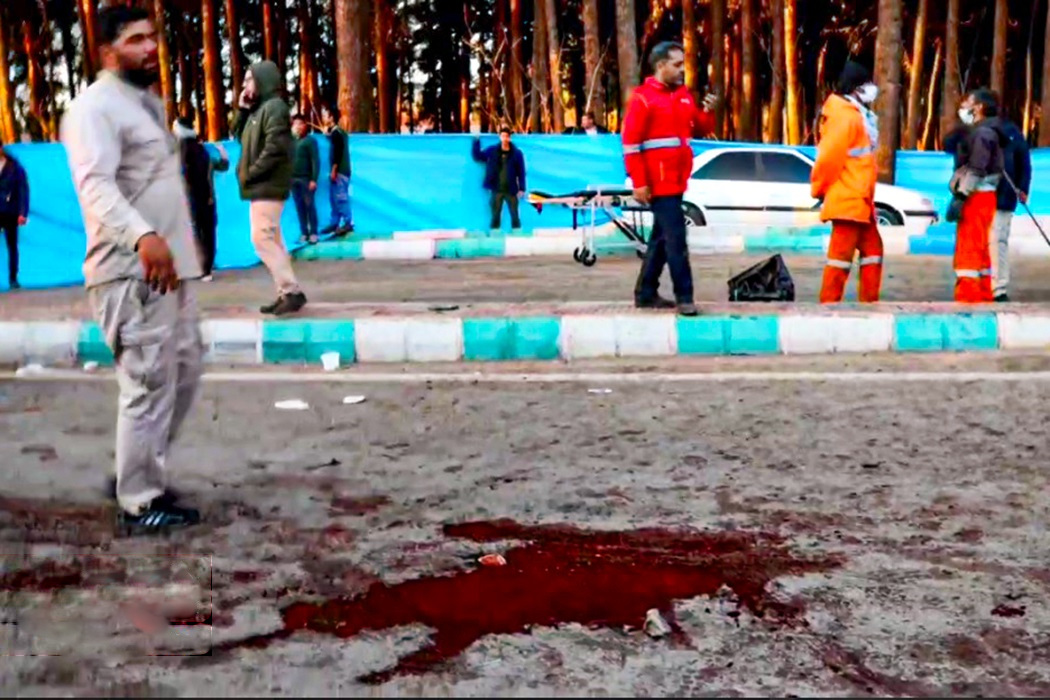
Vértócsa a kermáni robbantások helyszínén

2024. január 3-án jelentős megemlékezések tartottak Kermánban, Szolejmáni sírjánál, amikor robbanások történtek és tömeges pánik alakult ki. 84 ember halt meg, az iráni kormány terrorizmusnak nevezte a robbantást.